# Liste der Kulturgüter in Beromünster
Die Liste der Kulturgüter in Beromünster enthält alle Objekte in der Gemeinde Beromünster im Kanton Luzern, die gemäss der Haager Konvention zum Schutz von Kulturgut bei bewaffneten Konflikten, dem Bundesgesetz vom 20. Juni 2014 über den Schutz der Kulturgüter bei bewaffneten Konflikten sowie der Verordnung vom 29. Oktober 2014 über den Schutz der Kulturgüter bei bewaffneten Konflikten unter Schutz stehen.
Objekte der Kategorien A und B sind vollständig in der Liste enthalten, Objekte der Kategorie C fehlen zurzeit (Stand: 1. Januar 2023). Unter übrige Baudenkmäler sind zusätzliche Objekte zu finden, die im kantonalen Denkmalverzeichnis verzeichnet und nicht bereits in der Liste der Kulturgüter enthalten sind.

## Kulturgüter
| Foto | | Objekt                                                                      | Kat. | Typ | Standort                                                | Beschreibung                                                                                                |
| ---- | --- | --------------------------------------------------------------------------- | ---- | --- | ------------------------------------------------------- | --- |
| ja   | Datei hochladen · Wikidata zu Chorherren- und Pfrundhäuser Nordgruppe (Q29521961)                                     | Chorherren- und Pfrundhäuser Nordgruppe KGS-Nr.: 03636                      | A    | G   | Stift 5–6, 7–11, 13–17, 19–20, 22–26 656877 / 228591    | |
| ja   | Datei hochladen · Wikidata zu Kollegiatstift St. Michael (Q18019059)                                                  | Stiftskirche, Stift mit Kirchenschatz KGS-Nr.: 03637                        | A    | G   | Stift 30.1, 30 656939 / 228602                          | |
| ja   | Datei hochladen · Wikidata zu Ehemaliges Amthaus (Gasthof Hirschen) (Q29521978)                                       | Ehemaliges Amthaus (Gasthof Hirschen) KGS-Nr.: 03638                        | A    | G   | Hirschenplatz 1 657005 / 228592                         | |
| ja   | Datei hochladen · Wikidata zu Propstei (Q29521993)                                                                    | Propstei KGS-Nr.: 03642                                                     | A    | G   | Stift 1 656852 / 228535                                 | |
| ja   | Datei hochladen · Wikidata zu Wallfahrtskirche Gormund mit Kaplanei (Q29522017)                                       | Wallfahrtskapelle Gormund mit Kaplanei KGS-Nr.: 03847                       | A    | G   | Neudorf, Gormund 7.1, 7 659246 / 223482                 | |
| BW   | Datei hochladen · Wikidata zu Stiftsarchiv Beromünster (Q29522000)                                                    | Stiftsarchiv KGS-Nr.: 08908                                                 | A    | S   | Stift 656931 / 228600                                   | |
| BW   | Datei hochladen · Wikidata zu Stiftsbibliothek Chorherrenstift St. Michael Beromünster (Q27479818)                    | Stiftbibliothek des Chorherrenstifts St. Michael KGS-Nr.: 09304             | A    | S   | Stift 656950 / 228590                                   | |
| ja   | Datei hochladen · Wikidata zu Blosenbergturm (Q677848)                                                                | Landessender Beromünster KGS-Nr.: 10093                                     | A    | G   | Walterswil, Blosenberg 655535 / 227964                  | |
| ja   | Datei hochladen · Wikidata zu Chorherren- und Pfrundhäuser Südgruppe (Q29521969)                                      | Chorherren- und Pfrundhäuser Südgruppe KGS-Nr.: 10094                       | A    | G   | Stift 33, 35, 38, 40, 41, 43 Badweg 2–4 656943 / 228526 | |
| ja   | Datei hochladen · Wikidata zu Kustorei (Q29521987)                                                                    | Kustorei KGS-Nr.: 10095                                                     | A    | G   | Stift 3 656839 / 228566                                 | |
| ja   | Datei hochladen · Wikidata zu Sogenannte Waldkathedrale des Stifts Beromünster (Q110728500)                           | Sogenannte Waldkathedrale des Stifts Beromünster KGS-Nr.: 16910             | A    | G   | Gunzwil, Schlössli 656491 / 228182                      | |
| ja   | Datei hochladen · Wikidata zu Katholische Kirche St. Stephan (Q29785525)                                              | Katholische Kirche St. Stephan KGS-Nr.: 03639                               | B    | G   | Chilegass 6.3 657181 / 228722                           | |
| ja   | Datei hochladen · Wikidata zu Haus zum Dolder (Q1590926)                                                              | Haus zum Dolder KGS-Nr.: 03640                                              | B    | G   | Fläcke 17 657061 / 228647                               | |
| ja   | Datei hochladen · Wikidata zu Mooskapelle (Q29785526)                                                                 | Mooskapelle KGS-Nr.: 03641                                                  | B    | G   | Luzernerstrasse 657731 / 228419                         | |
| ja   | Datei hochladen · Wikidata zu Schloss (Heimatmuseum) (Q29785529)                                                      | Schloss Beromünster (Heimatmuseum) KGS-Nr.: 03643                           | B    | G   | Centralstrasse 7 656971 / 228738                        | |
| ja   | Datei hochladen · Wikidata zu Gemauerter Speicher (Q29785528)                                                         | Gemauerter Speicher KGS-Nr.: 03682                                          | B    | G   | Gunzwil, Saffental 3.7 654533 / 228265                  | |
| ja   | Datei hochladen · Wikidata zu Katholische Kirche St. Agatha (Q29785524)                                               | Katholische Kirche St. Agatha KGS-Nr.: 03848                                | B    | G   | Neudorf, Chilerain 658481 / 225353                      | |
| ja   | Datei hochladen · Wikidata zu Sammlung Dr. Edmund Müller (Q14565152)                                                  | Sammlung Dr. Edmund Müller KGS-Nr.: 08577                                   | B    | S   | Fläcke 17 657061 / 228647                               | |
| ja   | Datei hochladen · Wikidata zu Beinhaus der Katholischen Kirche St. Agatha (Q29785523)                                 | Beinhaus der katholischen Kirche St. Agatha KGS-Nr.: 16146                  | B    | G   | Neudorf, Chilerain 1.3 658456 / 225365                  | |
| ja   | Datei hochladen · Wikidata zu Pfarrhaus der katholischen Kirche St. Agatha (Q29785527)                                | Pfarrhaus der katholischen Kirche St. Agatha KGS-Nr.: 16147                 | B    | G   | Neudorf, Schulhausstrasse 21 658479 / 225324            | |
| ja   | Datei hochladen · Wikidata zu Südlicher Hallwilersee, hallstattzeitliches Siedlungsgebiet in Beromünster (Q110728338) | Südlicher Hallwilersee, hallstattzeitliches Siedlungsgebiet KGS-Nr.: 16561  | B    | F   | Hallwilersee 659503 / 233503                            | Objekt liegt auf den Gemeindegebieten von Beromünster, Aesch (KGS-Nr. 16549) und Hitzkirch (KGS-Nr. 16563). |
| BW   | Datei hochladen · Wikidata zu Adiswil Beetliacker, früheisenzeitliches Hügelgrab mit Wagen (Q110728850)               | Adiswil Beetliacker, früheisenzeitliches Hügelgrab mit Wagen KGS-Nr.: 17126 | B    | F   | Adiswil 658484 / 229915                                 | |
| BW   | Datei hochladen | Herlisberg, römische Brandgräber KGS-Nr.: 17127                             | B    | G   | 659236 / 226525                                         | |

## Übrige Baudenkmäler
| ID  | Foto |                 | Objekt                                           | Typ | Standort                                 | Beschreibung |
| --- | ---- | --------------- | ------------------------------------------------ | --- | ---------------------------------------- | ------------ |
| 23  | BW   | Datei hochladen | Pfarrkirche St. Peter und Paul mit Beinhaus      | G   | Schwarzenbach, Dorf 15.3 658549 / 231552 |              |
| 83  | BW   | Datei hochladen | Brunnen bei der Schol                            | K   | Fläcke 656994 / 228636                   |              |
| 83  | BW   | Datei hochladen | Mittlerer Fläckenbrunnen                         | K   | Fläcke 657076 / 228658                   |              |
| 104 | BW   | Datei hochladen | Gasthaus Rössli                                  | G   | Centralstrasse 12, 14 656958 / 228681    |              |
| 154 |      | Datei hochladen | Kirchgasse 154                                   | G   | Koordinaten fehlen! Hilf mit.            |              |
| 154 |      | Datei hochladen | Schlössli Hueben                                 | G   | Gunzwil                                  |              |
| 195 |      | Datei hochladen | Theobaldskapelle                                 | G   | Gunzwil                                  |              |
| 205 |      | Datei hochladen | Wohnhaus Brugg                                   | G   | Koordinaten fehlen! Hilf mit.            |              |
| 225 | BW   | Datei hochladen | Wirtshausschild Gasthof zur Sonne                | G   | Fläcke 20 657024 / 228658                |              |
| 240 | BW   | Datei hochladen | Ständerat-Herzog-Haus                            | G   | Fläcke 19 657042 / 228639                |              |
| 326 | BW   | Datei hochladen | Schützenkapelle Mariahilf                        | G   | Schützenfeld 657050 / 229039             |              |
| 895 |      | Datei hochladen | Wegkreuz                                         | K   | Gunzwil                                  |              |
| 899 | ja   | Datei hochladen | Sogenannte Waldkathedrale des Stifts Beromünster | G   | Gunzwil 656491 / 228182                  |              |

Legende: Siehe Legende der Liste der Kulturgüter von nationaler und regionaler Bedeutung. Anstelle der KGS-Nummer wird als Objekt-Identifikator (ID) die Gebäudenummer im kantonalen Denkmalverzeichnis verwendet.